# Тимчасовий революційний комітет Польщі

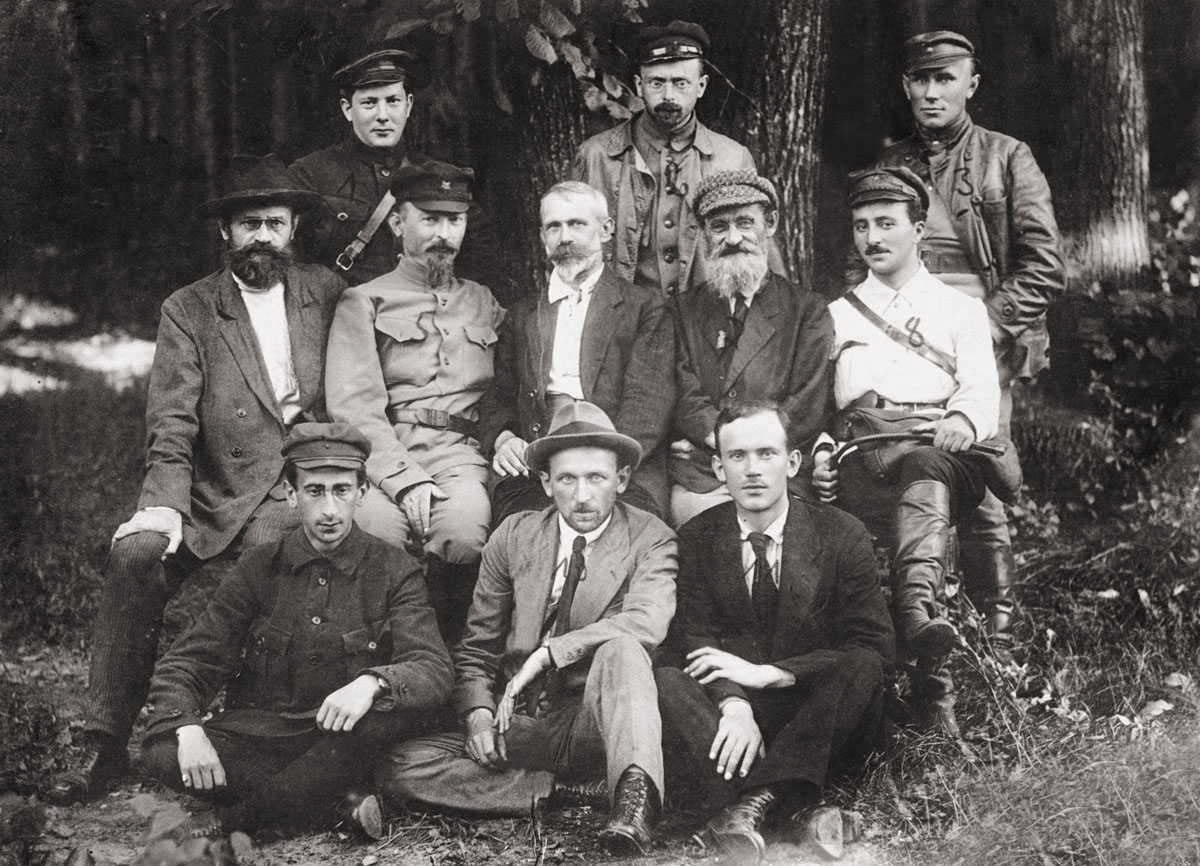
Тимчасовий революційний комітет Польщі в серпні 1920 року. В центрі Фелікс Дзержинський, Юліан Мархлевський, Фелікс Кон

Тимчасовий революційний комітет Польщі або Польревком (пол. Tymczasowy Komitet Rewolucyjny Polski, Polrewkom; рос. Временный революционный комитет Польши) — маріонетковий політичний орган, що здійснював функції уряду на підконтрольній більшовиками частині території Польської республіки, існував в період з 30 липня 1920 до 20 серпня 1920.
Комітет був утворений в Смоленську під час початку інтервенції і проголошений в Білостоці в часи радянсько-польської війни. Складався з членів Польського бюро (Польбюро) ЦК РКП (б). Проголосив своїм курсом «створення фундаменту Польської радянської республіки».
Номінальним очільником Комітету був Юліан Мархлевський, реальне керівництво здійснював Фелікс Дзержинський.
Комітет повинен був прийняти на себе всю повноту влади після взяття Варшави і повалення Пілсудського. Про це більшовики офіційно оголосили 1 серпня в окупованому Білостоці, куди переїхав Польревком.
Був ліквідований після розгрому війська Тухачевського під Варшавою та втечі залишків війська з Польської республіки.